# Xandria
Xandria ist eine Symphonic-Metal-Band, die im Jahr 1994 in Bielefeld gegründet wurde.

## Geschichte

### Vorgeschichte
Inspiriert von Paradise Lost und Tiamat spielten Marco Heubaum 1994 und Niki Weltz, ein befreundeter Schlagzeuger, mit der Idee, Metal mit atmosphärischen Klanglandschaften zu vermengen. Aus diesem Projekt entstand eine kurzlebige Band, deren Stil durch den Wechselgesang von Heubaum mit einem weiblichen Konterpart geprägt war. Die entstandene Besetzung mit Keyboarder Andreas Litschel, Gitarrist Manuel Vinke und Bassist Holger Vester wurde durch die als Gastsängerin geführte Nicole Tobien ergänzt. Nach der Veröffentlichung eines als Xandria Selbstbetitelten Demos im Januar 1997 und einem Auftritt im Sommer des gleichen Jahres löste sich die Gruppe aufgrund künstlerischer Differenzen auf. Jahre später trat die Besetzung erneut zusammen, um als Coverband gemeinsam aufzutreten.

### Erste Erfolge
Heubaum nahm seine musikalischen Ideen, die er nicht mit dem vorausgegangenen Projekt verwirklichen konnte und probte mit Bielefelder Musikern. Einige dieser Musiker spielten zuvor in einer gemeinsamen Band mit dem Bassisten Roland Krueger. Als Studioprojekt unter der musikalischen Leitung Heubaums spielten die Musiker das Demo Kill the Sun ein. Kill the Sun wurde zum Download angeboten. Die beteiligten Musiker wurden indes nicht klar benannt und durch die Namen der ägyptischen Gottheiten Osiris, Isis, Anubis, Horus und Seth anonymisiert. Später gab die Gruppe an, das Demo sei mit dem Schlagzeuger Gerit Lamm und einer regionalen Sängerin, die noch vor der Produktion des Debütalbums ausstieg, aufgenommen worden. Durch die Veröffentlichung als Download erreichte Xandria noch vor Abschluss eines Plattenvertrages ein breites Publikum.

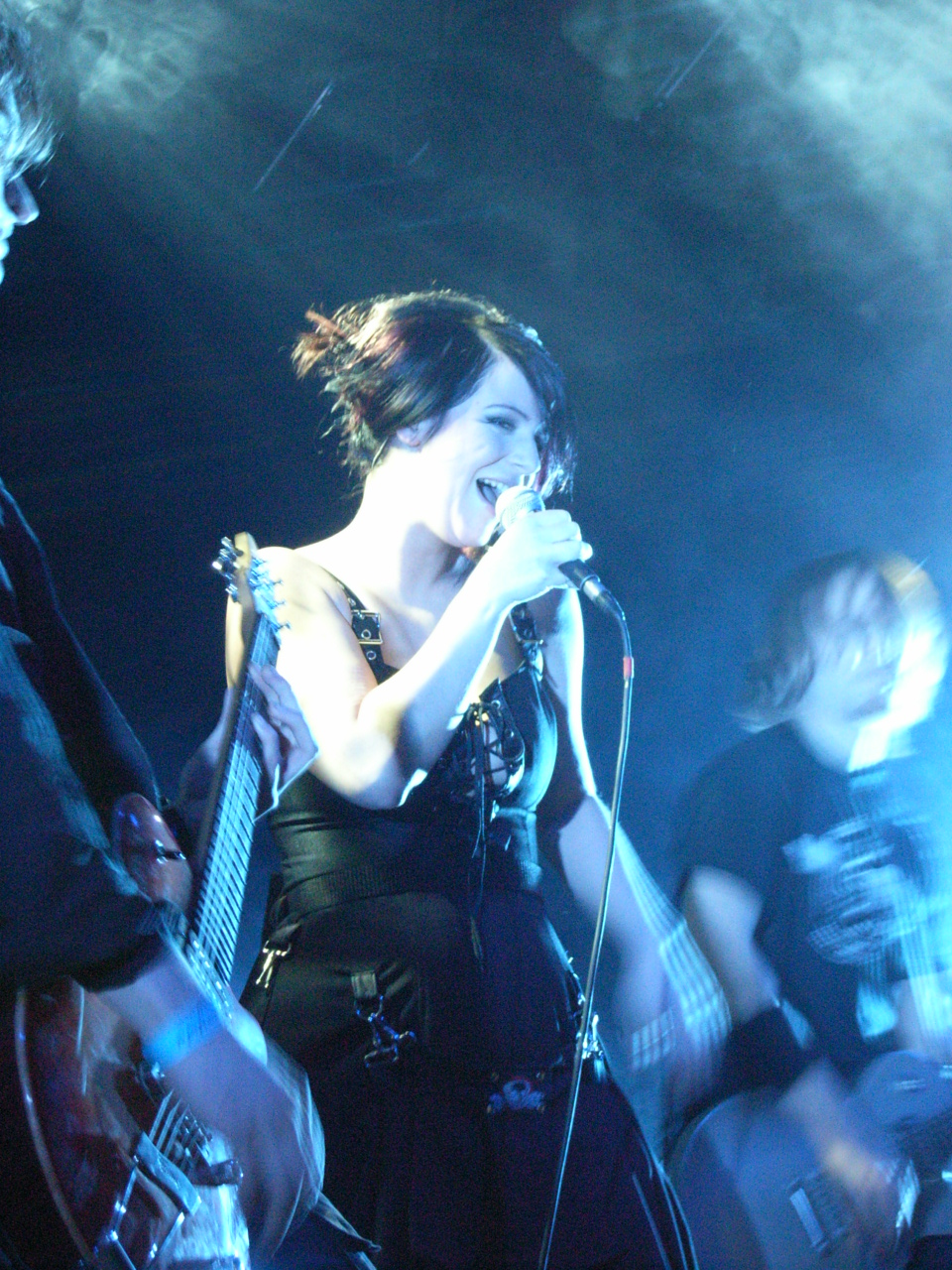
Lisa Middelhauve mit Xandria 2006

Udo Zimmer von Drakkar Entertainment brachte sich alsbald als Manager der Gruppe ein und begünstigte den Vertragsabschluss mit dem Metal-Label im Jahr 2002. Nach den Aufnahmen des Demos hatte sich eine zunehmend feste Besetzung um Heubaum zusammengefunden. Gemeinsam mit Heubaum, Krueger und Lamm spielten der Gitarrist Philip Restemeier und die neu hinzugekommene Sängerin Lisa Schaphaus, später Lisa Schaphaus-Middelhauve, das offizielle Debütalbum Kill the Sun im Winter 2002 ein. Das Album wurde von Dirk Riegner produziert, im Mai 2003 veröffentlicht und erreichte im gleichen Monat Platz 98 der deutschen Albumcharts. Zur weiteren Promotion des Albums trat Xandria mit Schandmaul und Subway to Sally auf, bestritt als Vorgruppe eine Tournee mit Tanzwut, eine weitere mit ASP, sowie einen Festivalauftritt auf dem M’era Luna Festival.
Im gleichen Jahr wurde mit dem Produzenten José Alvarez-Brill das zweite Album Ravenheart eingespielt. Nach den Aufnahmen verließ Krueger die Gruppe, um seinen beruflichen Verpflichtungen gerecht zu werden. Das Album wurde im Mai 2004 veröffentlicht und gilt als kommerzieller Durchbruch der Band. Es hielt sich sieben Wochen in den deutschen Charts und erreichte Platz 36. Zum Titelsong wurde ein häufig gespieltes Musikvideo produziert. Das Album konnte sich sieben Wochen in den Albumcharts halten und erreichte Platz 36. Es folgten nationale und internationale Festivalauftritte, auf dem Summer Breeze und dem kostenlosen Busan International Rock Festival in Südkorea, dem größten Open-Air-Festival in Asien sowie die erste Tour als Hauptband, bei welcher Entwine als Vorgruppe auftrat. Mit der zweiten, durch ein weiteres Video begleiteten Auskopplung Eversleeping erreichte die Gruppe die deutschen Singlecharts. Eversleeping gelang auf Platz 86 und konnte sich zwei Wochen in den deutschen Charts behaupten.
Nach dem Erfolg des Albums Ravenheart baute Drakkar Erwartungsdruck an das Nachfolgewerk auf. Heubaum war bestrebt, ein im Verhältnis zum vorausgegangenen Schaffen epischeres Werk zu produzieren, jedoch standen kreative Differenzen innerhalb der Band, der Druck des Labels sowie mangelnde Zeit dem von Heubaum angedachten Produkt gegenüber. Das erneut mit Alvarez-Brill aufgenommene und im August 2005 veröffentlichte India entsprach nur teilweise den Vorstellungen Heubaums, dennoch erreichte es Platz 30 der deutschen Albumcharts. Mit der Kooperation mit dem Deutschen Filmorchester Babelsberg arbeitete Xandria erstmals mit einem Orchester zur Unterstützung zusammen. Kurz vor der Veröffentlichung des Albums heirateten Schaphaus und Middelhauve. Der Albumveröffentlichung folgten Touren und Auftritte, die das Jahr 2006 bestimmten, darunter erstmals Auftritte in Mexiko, Russland und England.
Nach den Auftritten des Jahres 2006 beschloss die Band, das auf India folgende Album selbst zu produzieren. Das Album Salomé - The Seventh Veil, welches sich lose mit dem Thema der biblischen Figur der Salome befasste, schlug eine neue musikalische Richtung ein und wurde weniger orchestral arrangiert. Die Gruppe stellte es im Nachhinein selbst als unentschlossenes Album dar, dem eine klare Richtung fehlte. Erneut litt die Gruppe unter kreativen Differenzen hinsichtlich der musikalischen Ausrichtung. Trotz eines leichten Charterfolges mit Platz 49 konnte das Album nicht an den Erfolg der Vorgänger anschließen. Auch die dem Album nachfolgende Tourneen bemängelte die Gruppe als schlecht besucht. Nach den letzten Konzerten der Deutschlandtournee zu Salomé - The Seventh Veil entschied Lisa Middelhauve, die Gruppe zu verlassen.

### Erste Umbruchphase
Mit Kerstin „Lakonia“ Bischof wurde, zeitgleich mit der Ankündigung einer Tournee, im Februar 2009 eine neue Sängerin präsentiert. Heubaum haderte weiterhin mit den Ergebnissen der beiden vorausgegangenen Alben und schrieb allein Songmaterial, das seiner Vision entsprechen sollte. Indes tourte die Gruppe erstmals in Südamerika. Bischof verließ nach einem Jahr Xandria aus persönlichen Gründen. Für noch ausstehende Auftritte erklärte sich die ehemalige Sängerin Middelhauve bereit einzuspringen. Allerdings wurde Middelhauve nicht erneut festes Mitglied der Gruppe, stattdessen suchte Xandria offiziell nach einer neuen Sängerin. Nachdem mehrere hundert Kandidatinnen vorgesungen hatten, wurde Manuela Kraller im Dezember 2010 als neue Sängerin bekanntgegeben. Ihr Bühnendebüt bestritt Kraller auf einem Konzert in der Heimatstadt der Gruppe. In der neuen Besetzung wechselte Xandria darüber hinaus ihr Management, welches fortan von Urs Middelhauve, dem Bruder des Bandbassisten, übernommen wurde. Hinzukommend unterschrieb die Gruppe einen neuen Label-Vertrag, diesmal mit Napalm Records.
In der neuen Konstellation begann Xandria im Sommer 2011 mit der Produktion eines neuen Albums. Der Produktionszeitraum wurde von Xandria für die Beteiligung an der Europaweiten Festivaltournee Out Of The Dark mit Van Canto, Tristania, Serenity und Amberian Dawn unterbrochen. Im November 2011 schloss die Gruppe die Aufnahmen, an welchen sich Joost van den Broek von After Forever als Arrangeur beteiligte, ab. Das Album Neverworld’s End wurde im Februar 2012 veröffentlicht.
Das Album wurde von Kritikern mit älteren Werken der Band Nightwish verglichen und hoch gelobt. Neverworld’s End hielt sich zwei Wochen in den deutschen Charts und erreichte Platz 43. In der Folge gingen Xandria als Vorgruppe für Epica auf Europatournee. Im gleichen Jahr absolvierte die Gruppe eine weitere Tournee mit Kamelot. Unterdessen verließ Nils Middelhauve die Band, an seiner Stelle übernahm Steven Wussow den Bass.

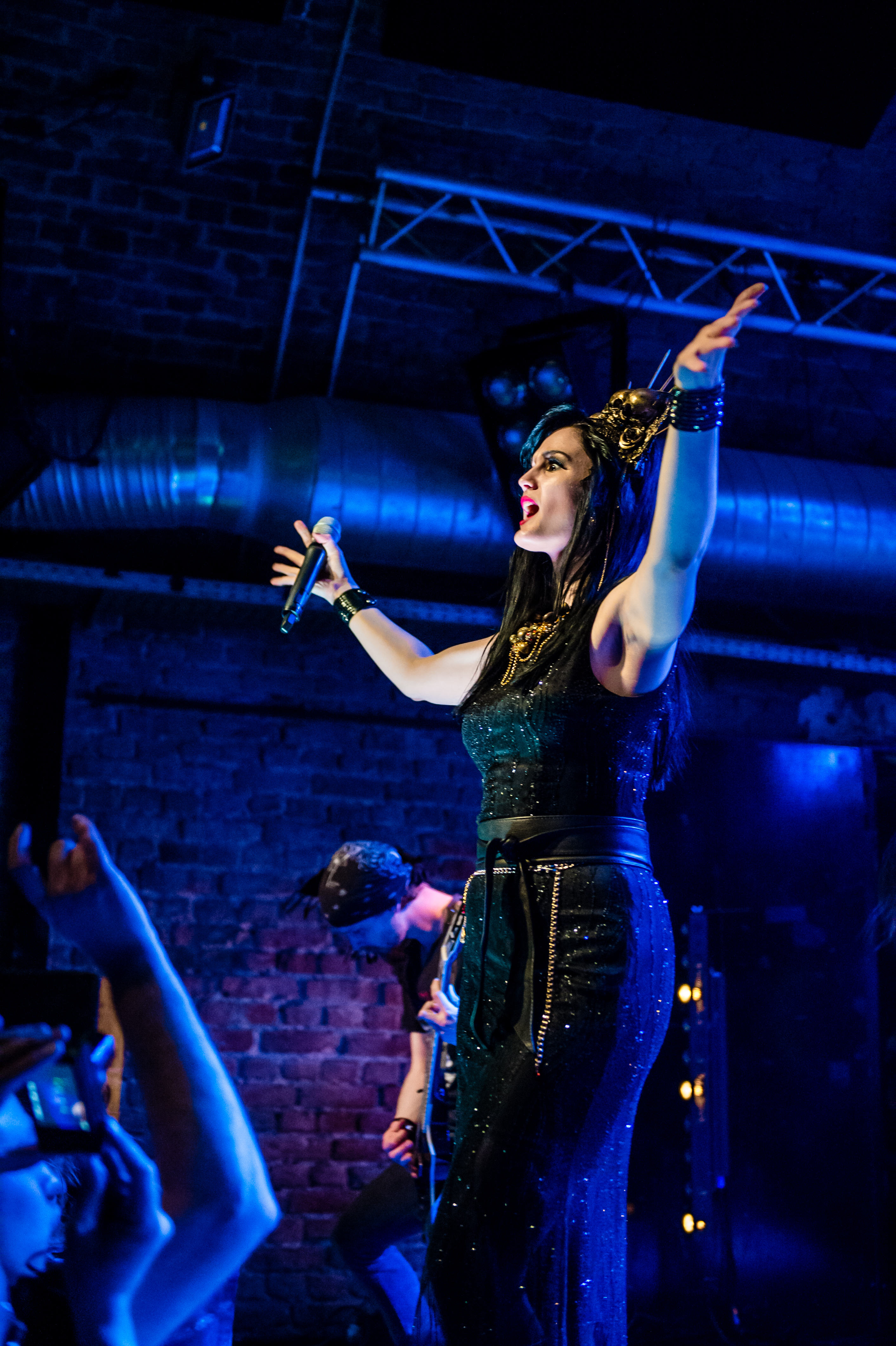
Dianne van Giersbergen mit Xandria 2016

### Mit Dianne van Giersbergen
Im Oktober 2013 kündigte die Band Aufnahmetätigkeiten zum Nachfolger von Neverworld’s End an. Wenige Tage nach der Ankündigung stellte die Gruppe die Niederländerin Dianne van Giersbergen als neue Sängerin vor. In der Verlautbarung gab die Band bekannt, dass Manuela Kraller sich dazu entschlossen habe, fortan andere musikalische Wege zu gehen. Entsprechend wurden die Aufnahmen mit van Giersbergen absolviert. Mit dieser bestritt Xandria im November des gleichen Jahres hinzukommend eine Spanientournee. Das Album Sacrificium, bei welchem erneut van den Broek als Arrangeur und diesmal auch als Koproduzent neben Heubaum agierte, erschien im Mai 2014 und erreichte Platz 25 der deutschen Albumcharts.
Es folgten weitere internationale Tourneen und Konzerte. Unter anderem trat die Gruppe in den USA, Kanada, Indien und Dubai auf. In der Zwischenzeit nahm die Gruppe eine EP mit Neuaufnahmen älterer Stücke, Coverversionen von Meat Loafs I’d Do Anything for Love (But I Won’t Do That) und Sonata Arcticas Don’t Say a Word sowie drei neuen Stücke auf. Die EP Fire & Ashes wurde im Juli 2015 veröffentlicht.
Im Sommer 2016 begann die Band an Aufnahmen zu einem neuen Album. Die Gruppe lud eine Vielzahl bekannter Musiker, insbesondere Sänger, als Gäste ein. So beteiligten sich der PA'dam Chamber Choir, der bereits auf Sacrificium in Erscheinung trat und zuvor weitere Metal-Projekte wie Epica, das Devin Townsend Project und ReVamp unterstützte. Hinzukommend brachten sich Ross Thompson von Van Canto, Zaher Zorgati von Myrath, Björn Strid von Soilwork und Henning Basse von Metalium als Sänger ein. Van den Broek wurde erneut als Arrangeur und Koproduzent in die Produktion einbezogen. Im Januar 2017 erschien das Album Theater of Dimensions, welches bis auf Platz 17 der deutschen Charts gelangte. Im Dezember 2016 wurde We Are Murderers (We All) und im Januar 2017 Call of Destiny als Download-Singles des Albums Theater of Dimensions veröffentlicht.

### Erneute Umbrüche, Pause und Neubesetzung
Im September 2017 gaben Xandria und van Giersbergen in jeweils eigenen Stellungnahmen die Trennung von Band und Sängerin bekannt. Der Dissens zwischen Sängerin und Gruppe wurde hierüber zu einem über Soziale Medien öffentlich ausgetragenen Konflikt, zu welchem sich neben vielen Fans auch ehemalige Sängerinnen der Gruppe und die Band zu Wort meldeten. Im November des gleichen Jahres bestritt die Band eine bereits gebuchte Europatournee mit Aeva Maurelle von Aeverium als Gastsängerin. Danach wurde es still um die Band, auch die Social-Media-Kanäle wurden zwischen Ende 2017 und 2022 nicht mehr bespielt.

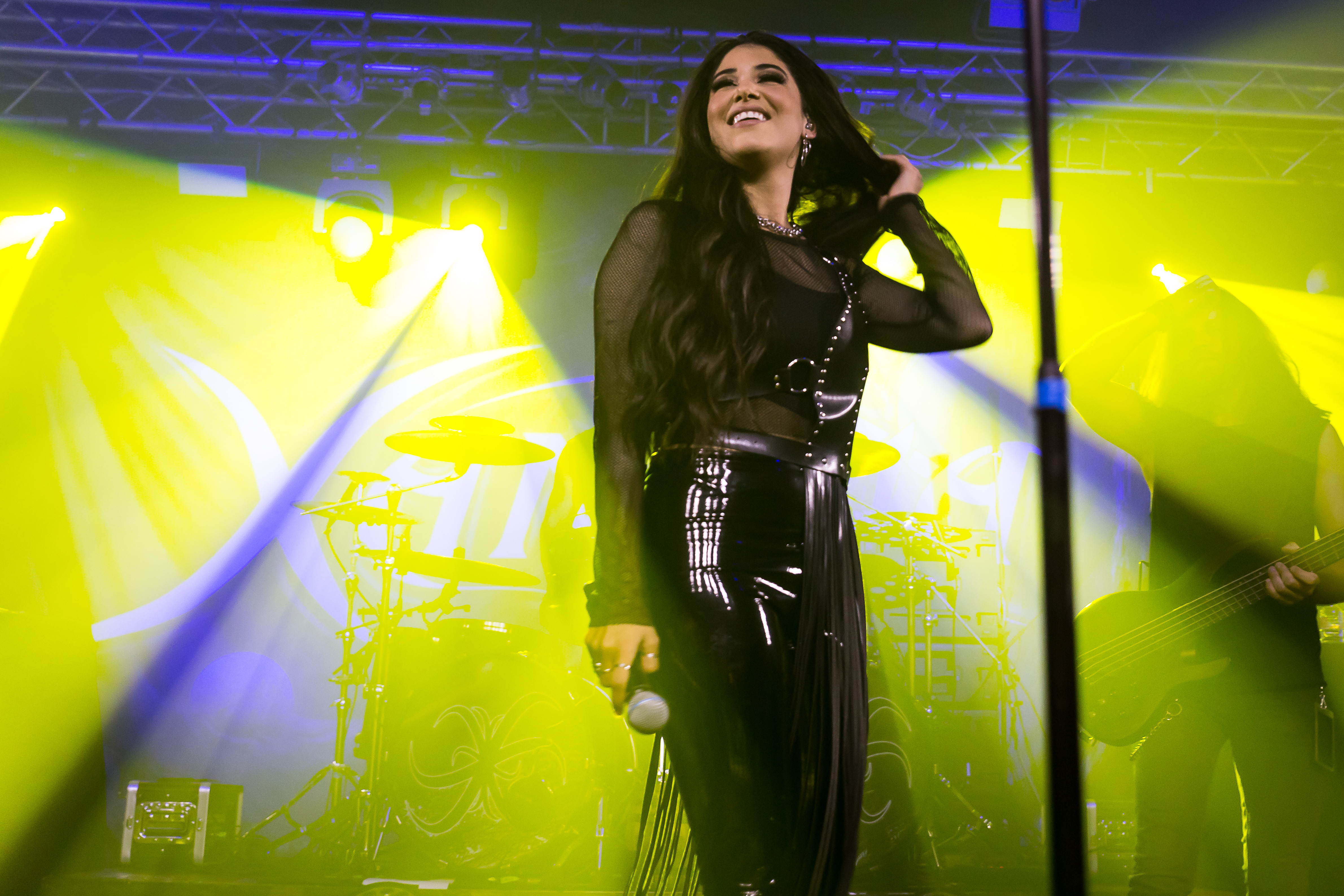
Ambre Vourvahis während eines Xandria-Auftritts im Leipziger Club Hellraiser im Jahr 2022.

Im Mai 2022 wurden ohne Vorankündigung sowohl eine komplette Neubesetzung aller Bandmitglieder außer Marco Heubaum, als auch die neue Single Reborn angekündigt. Als neue Sängerin wurde Ambre Vourvahis vorgestellt, hinzu kamen der Gitarrist Robert Klawonn, der Bassist Tim Schwarz und der Schlagzeuger Dimitrios Gatsios. In dieser Konstellation bestritt die Gruppe von Anfang September bis Mitte Oktober 2022 mit Visions of Atlantis und Ye Banished Privateers eine Europatournee. Zu Beginn des Jahres 2023 erschien das achte Studioalbum The Wonders Still Awaiting als „eine Art Wiedergeburt“ der Band. Als Auskopplung erschien das Stück Reborn, das programmatisch für den Neuanfang der Band stehen sollte. Das Songwriting und die Funktion des Produzenten übernahm Heubaum vollständig, lediglich das Schreiben der Texte teilte er sich mit Vourvahis. Die Zusammenarbeit mit der Musikerin an anderen Konstellationen gab Heubaum auch als wesentlichen Aspekt der Reaktivierung Xandrias an. Dabei brachte Vourvahis eine neue, weniger opernhafte Stimmfarbe in den Klang.

„Wir kannten uns bereits vor Xandria und haben auch schon in anderen Musikprojekten gemeinsam musiziert. […] Irgendwann stellten wir dann fest, dass diese Kombination einfach zu Xandria passen würde. Vor allem, weil mich unsere Zusammenarbeit inspiriert hat, wieder mit Xandria anzufangen. Das war solch ein Moment, der mir diesen Horizont wieder geöffnet hat. Das musste einfach passieren, bevor ich wieder bereit war, Xandria-Songs zu schreiben.“

Die Veröffentlichung des Albums wurde von einer Tournee im Frühjahr 2023 mit Delain und Xandria als Hauptband begleitet.

## Stil und Stilentwicklung
Der Stil von Xandria wird meist dem Symphonic Metal zugeordnet. Insbesondere spätere Veröffentlichungen gelten als Referenzwerke des Genres. Das Frühwerk der Gruppe, speziell die Veröffentlichungen mit Middelhauve, werden hinzukommend dem Dark- und Alternative Rock nahegestellt.
Für die frühen Veröffentlichungen wurde die Musik mit Vertretern des Symphonic Metals wie Nightwish und Within Temptation verglichen. Zugleich wurden Vergleiche zu Interpreten des um die Jahrtausendwende populären Dark- und Alternative Rock wie HIM, The Crest, Bloodflowerz, Tiamat, Theatre of Tragedy, Evanescence und Lacuna Coil gezogen. Dabei wurde häufig die Sammelbezeichnung Gothic Metal zur vagen Verortung des Stils genutzt. Die Gruppe kombinierte „melodische[…], manchmal hymnische[…] Stücke mit rockenden Gitarren und […] einfühlsamen weiblichen Gesang“. In vielen Besprechungen wurde die Gesangsleistung von Middelhauve positiv hervorgehoben. Der Gesang sei ungekünstelt und hebe sich von den Symphonic-Metal-Interpreten mit Soprangesang ab. Die weitere Instrumentierung wird als abwechslungsreich und riffbetonte Musik zwischen Rock und Metal beschrieben. Zumeist präsentiere die Gruppe „[a]tmosphärische[n] Metal mit erdiger Gitarrennote und emotionsgespickten Keyboardvibes“.
Mit der Veröffentlichung von Ravenheart sah sich die Gruppe bereits dem Vorwurf ausgesetzt populären Vertretern des Symphonic Metals, insbesondere Nightwish und Within Temptation, ideenlos nachzueifern. An anderer Stelle wurde Xandria als Kopie von Evanescence beurteilt. Dabei blieb der Stil der Gruppe nah an jenem des vorausgegangenem Albums, eine erhöhte „Mainstreamkompatibilität“ sei zu der Mischung hinzugekommen, dem Gegenüber sei der Anteil Metal reduziert worden. Dennoch bliebe die Musik besonders im gespielten Tempo Abwechslungsreich. Auch das Album India wird als Nachahmung der Gruppe Nightwish besprochen. So sei Xandria an der „Szenegrößen orientiert. Als wären harte Gitarren, bombastische Orchesterpassagen und fette Chöre die momentan gültige Eintrittskarte in die Charts.“ Grade die Kooperation mit realen Musikern, anstelle der zuvor gepflegten synthetisch generierten Orchesterarrangements, sei ein Fortschritt in der Entwicklung der Gruppe. Das Gesamtkonzept behielt die Gruppe dennoch im „gewohnten Mix aus markanten, abwechslungsreichen Melodien, feinem Gesang, recht harten Gitarrenriffs und ausschmückenden Keyboard-Arrangements, die mit einer ordentlichen Portion Kitsch daherkommen.“ bei.

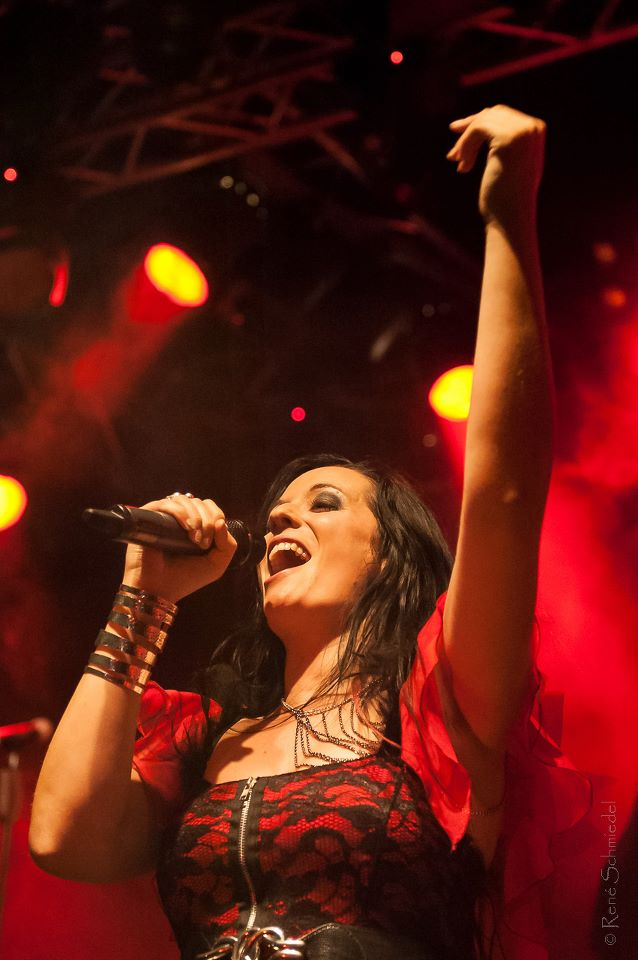
Manuela Kraller mit Xandria 2012

Mit Salomé - The Seventh Veil distanzierten sich Xandria punktuell von dem von ihnen bekannten Stil, hin zu einem „geradliniger[en], wenn auch mit zarten Schnörkeln behaftete[m], Rock“. Erneut wurde die Gesangsleistung von Middelhauve als besonderes Merkmal hervorgehoben. Diese wurde als experimentierfreudiger und vielschichtiger gegenüber den Vorgängerwerken beschrieben. Allerdings bliebe Xandria, trotz der eher am Rock orientierten Ausrichtung von Salomé - The Seventh Veil, nah an den vorausgegangenen Alben. So besitze das Album „keine großen Veränderungen“; stattdessen bliebe die Band ihrem Stil treu.
Mit dem Wechsel der Sängerin hin zu Manuela Kraller wurden Xandria als vollständige Kopie früherer Nightwish beurteilt. Die Musik sowie der Gesangseinsatz auf Neverworld’s End entspräche jenem der frühen Nightwish. Entsprechend wurde das Album mit Oceanborn und Wishmaster verglichen. Die Musik „galoppiere
im richtigen Tempo mit erfreulich gutem Riffing […] und die symphonischen Anteile seien überall vorherrschend, ohne aufdringlich oder nervend zu werden […], während sie dem gesamten Werk große Pracht verleihen.“

„[Der Vergleich mit frühen Nightwish] beginnt beim ausladenden Aufbau der Songs, geht über das mitreißende, epische Riffing, die beeindruckenden orchestralen Arrangements, über zahlreiche Details, wie die punktuell eingesetzten Chöre oder eine dezente, sanfte zweite Stimme zur Untermalung bestimmter Parts, bis hin zum Gesang der neuen Sängerin Manuela Kraller, die in Sachen Stimmumfang, Klangfarbe und Stimmeinsatz tatsächlich fast haargenau wie Tarja Turunen klingt.“

Trotz des Besetzungswechsels zu van Giersbergen behielt die Gruppe den mit Neverworld’s End eingeschlagenen Pfad bei. Die mit dem Vorgänger eingeleitete Richtung wurde auf Sacrificium fortgeführt. Laut Kritik des Internetmagazin Metalnews „mit viel Bombast, Wucht, fetten Drums und Gitarren und einer Sängerin die so klingt, als ob sie schon immer bei dieser Band gesungen hätte.“ Ähnlich wird das nachfolgende Theater of Dimensions beurteilt. Dies sei ebenso „modern produzierte[r] Pomp-Metal […], bestimmt von kraftvoll-opernhaftem Gesang und natürlich ausreichend klingendem Orchester und Chören.“ Als Besonderheit werden der Gesang von van Giersbergen sowie die Fülle der Gastsänger angeführt. Mit The Wonders Still Awaiting nuancierte die Band den eigenen Klang erneut, blieb allerdings im Symphonic Metal. Die Stimme von Vourvahis setzte sich von den „opernhaften Haupttöne[n]“ vorheriger Sängerinnen ab. Anstelle dessen präsentierte Vourvahis einen klaren und hohen Gesang, der sich stärker in den Gesamtklang einbindet. Symphonische Elemente wie Chöre und Orchester bis hin zu bombastischen Elementen blieben allerdings erhalten.

## Diskografie

### Studioalben
| Jahr | Titel Musiklabel                                | Höchstplatzierung, Gesamtwochen, AuszeichnungChartplatzierungen (Jahr, Titel, Musiklabel, Platzierungen, Wochen, Auszeichnungen, Anmerkungen) | Höchstplatzierung, Gesamtwochen, AuszeichnungChartplatzierungen (Jahr, Titel, Musiklabel, Platzierungen, Wochen, Auszeichnungen, Anmerkungen) | Höchstplatzierung, Gesamtwochen, AuszeichnungChartplatzierungen (Jahr, Titel, Musiklabel, Platzierungen, Wochen, Auszeichnungen, Anmerkungen) | Anmerkungen                            |
| Jahr | Titel Musiklabel                                | DE | CH | AT | Anmerkungen                            |
| ---- | ----------------------------------------------- | --- | --- | --- | -------------------------------------- |
| 2003 | Kill the Sun Drakkar Entertainment              | DE98 (1 Wo.)DE | — | — | Erstveröffentlichung: 5. Mai 2003      |
| 2004 | Ravenheart Drakkar Entertainment                | DE36 (7 Wo.)DE | — | — | Erstveröffentlichung: 24. Mai 2004     |
| 2005 | India Drakkar Entertainment                     | DE30 (3 Wo.)DE | — | — | Erstveröffentlichung: 22. August 2005  |
| 2007 | Salomé - The Seventh Veil Drakkar Entertainment | DE49 (1 Wo.)DE | — | — | Erstveröffentlichung: 25. Mai 2007     |
| 2012 | Neverworld’s End Napalm Records                 | DE43 (2 Wo.)DE | CH51 (1 Wo.)CH | — | Erstveröffentlichung: 24. Februar 2012 |
| 2014 | Sacrificium Napalm Records                      | DE25 (1 Wo.)DE | CH48 (1 Wo.)CH | AT71 (1 Wo.)AT | Erstveröffentlichung: 2. Mai 2014      |
| 2017 | Theater of Dimensions Napalm Records            | DE17 (1 Wo.)DE | CH24 (1 Wo.)CH | AT56 (1 Wo.)AT | Erstveröffentlichung: 27. Januar 2017  |
| 2023 | The Wonders Still Awaiting Napalm Records       | DE9 (1 Wo.)DE | CH11 (2 Wo.)CH | — | Erstveröffentlichung: 3. Februar 2023  |

### EPs
| Jahr | Titel Musiklabel               | Höchstplatzierung, Gesamtwochen, AuszeichnungChartplatzierungen (Jahr, Titel, Musiklabel, Platzierungen, Wochen, Auszeichnungen, Anmerkungen) | Höchstplatzierung, Gesamtwochen, AuszeichnungChartplatzierungen (Jahr, Titel, Musiklabel, Platzierungen, Wochen, Auszeichnungen, Anmerkungen) | Höchstplatzierung, Gesamtwochen, AuszeichnungChartplatzierungen (Jahr, Titel, Musiklabel, Platzierungen, Wochen, Auszeichnungen, Anmerkungen) | Anmerkungen                             |
| Jahr | Titel Musiklabel               | DE | CH | AT | Anmerkungen                             |
| ---- | ------------------------------ | --- | --- | --- | --------------------------------------- |
| 2015 | Fire & Ashes Napalm Records    | — | — | — | Erstveröffentlichung: 31. Juli 2015     |
| 2024 | Universal Tales Napalm Records | — | CH70 (1 Wo.)CH | — | Erstveröffentlichung: 22. November 2024 |

### Singles
| Jahr | Titel Album             | Höchstplatzierung, Gesamtwochen, AuszeichnungChartplatzierungen (Jahr, Titel, Album, Platzierungen, Wochen, Auszeichnungen, Anmerkungen) | Höchstplatzierung, Gesamtwochen, AuszeichnungChartplatzierungen (Jahr, Titel, Album, Platzierungen, Wochen, Auszeichnungen, Anmerkungen) | Höchstplatzierung, Gesamtwochen, AuszeichnungChartplatzierungen (Jahr, Titel, Album, Platzierungen, Wochen, Auszeichnungen, Anmerkungen) | Anmerkungen                            |
| Jahr | Titel Album             | DE | AT | CH | Anmerkungen                            |
| ---- | ----------------------- | --- | --- | --- | -------------------------------------- |
| 2004 | Eversleeping Ravenheart | DE86 (2 Wo.)DE | — | — | Erstveröffentlichung: 11. Oktober 2004 |

Weitere physische Singles
- 2003: Kill the Sun (Single, Drakkar Entertainment)
- 2004: Ravenheart (Single, Drakkar Entertainment)
- 2005: In Love With the Darkness (Single, Drakkar Entertainment)
- 2007: Save My Life (Single, Drakkar Entertainment)
- 2024: Universal (Single, Napalm Records)

### Kompilationen
- 2008: Now and Forever (Kompilation inklusive DVD, Drakkar Entertainment)
- 2015: A Tribute to Sonata Arctica (zusammen mit Timeless Miracle, Van Canto, Stream of Passion und anderen)

### Demos
- 1997: Xandria (Demo, Selbstverlag)
- 2000: Kill the Sun (Demo, Selbstverlag)

### Musikvideos
- 2004: Ravenheart von Ravenheart
- 2004: Eversleeping von Ravenheart
- 2007: Save My Life von Salomé – The Seventh Veil
- 2012: Valentine von Neverworld’s End
- 2014: Nightfall von Sacrificium
- 2017: Call of Destiny von Theater of Dimensions
- 2022: Reborn von The Wonders Still Awaiting
- 2022: You Will Never Be Our God von The Wonders Still Awaiting
- 2022: Ghosts von The Wonders Still Awaiting
- 2022: The Wonders Still Awaiting von The Wonders Still Awaiting
- 2023: Two Worlds von The Wonders Still Awaiting
- 2024: Universal von Universal Tales
- 2024: No Time to Live Forever von Universal Tales
- 2024: 200 Years von Universal Tales